# Moesin di Fregona
Il moesin di Fregona è un formaggio di latte vaccino prodotto nel comune di Fregona, in provincia di Treviso.

## Produzione
Il latte viene raccolto da vacche allevate nell'area prealpina e in particolare sul Cansiglio. Unico produttore è la cooperativa "Agricansiglio", con sede a Fregona in località Fratte.
Dopo il processo di pastorizzazione, viene posto in caldaie alla temperatura di 35 °C, aggiungendovi una piccola quantità di panna per aumentarne la cremosità. Successivamente vengono aggiunti fermenti e caglio.
Una volta coagulatasi, la cagliata viene sminuzzata e cotta a 42 °C. Il prodotto è posto in stampi senza tela, viene stufato, salato per immersione e, dopo un periodo di asciugatura di 1-2 giorni, è fatto maturare per 20-25 giorni a 9-12 °C, con umidità all'80-85%.
Il moesin così ottenuto manterrà le sue caratteristiche per circa 2 mesi.

## Descrizione e usi
Si presenta in forme cilindriche di circa 7 cm di altezza e 30-33 cm di diametro, pesanti circa 6 kg. La crosta è liscia, sottile e molle, mentre la pasta è leggermente paglierina, morbida ma compatta al taglio, con occhiatura molto scarsa se non inesistente. Ha sapore dolce e delicato.
È particolarmente indicato in quei piatti che prevedono la presenza di formaggio fuso, come pasta ai formaggi, lasagne al forno e pizza.